# James Michael Harvey
James Michael Harvey (Milwaukee, 20 de outubro de 1949) é um cardeal norte-americano, atual arcipreste da Basílica de São Paulo Fora dos Muros.

## Vida religiosa
Foi ordenado em 29 de junho de 1975, pelo Papa Paulo VI em Roma, numa cerimónia onde também foram ordenados outros 358 sacerdotes para assinalar o ano jubilar de 1975. Estudou no seminário de Milwaukee e posteriormente foi enviado para Roma onde se doutorou em Direito Canónico, enquanto residia no Pontifício Colégio Norte-Americano. Estudou Diplomacia na Pontifícia Academia Eclesiástica em Roma. Para além de falar a sua língua nativa, o inglês, também fala italiano, alemão, francês e espanhol.
O então padre Harvey entrou no serviço diplomático da Santa Sé a 25 de março de 1980. Esteve agregado na Nunciatura Apostólica da República Dominicana entre 1980 e 1981 e como secretário entre 1981 e 1982. A 10 de julho de 1982 foi trabalhar para a Secretaria de Estado. Foi nomeado assessor neste departamento a 22 de julho de 1997.
Eleito bispo titular de Memphis e nomeado prefeito da Casa Pontifícia em 7 de fevereiro de 1998, foi consagrado em 19 de março, pelo Papa João Paulo II, assistido pelo Cardeal Angelo Sodano, Cardeal Secretário de Estado, e pelo Cardeal Franciszek Macharski, arcebispo de Cracóvia. Foi promovido ao posto de arcebispo em 20 de setembro de 2003.
A 24 de outubro foi anunciado que seria criado cardeal no Segundo Consistório Ordinário Público de 2012, realizado em 24 de novembro, em vista a ser nomeado arcipreste da Basílica de São Paulo Fora dos Muros. Recebeu o barrete cardinalício, o anel de cardeal e o título de São Pio V a Villa Carpegna. Foi efetivamente nomeado Arcipreste da Basílica de São Paulo fora dos Muros a 23 de novembro de 2012.
Em 1.º de julho de 2024 optou pela ordem presbiteral, mantendo sua diaconia elevada pro hac vice.